# Tiburcio Arnaiz
Tiburcio Arnaiz Muñoz (Valladolid, 11 de agosto de 1865 - Málaga, 18 de julio de 1926), también conocido como el Padre Arnaiz, fue un sacerdote católico español, miembro de la Compañía de Jesús. Fundó, junto a María Isabel González del Valle, las Misioneras de las Doctrinas Rurales, con objeto de ayudar a los pobres, poniendo un énfasis particular en las clases trabajadoras y las personas que viven en las zonas rurales. Es reconocido como beato en la Iglesia católica.

## Biografía
Estudió en el Seminario de Valladolid. Fue ordenado sacerdote el 20 de abril de 1890. Arnaiz ganó por oposición el curato de Villanueva de Duero, provincia de Valladolid, y obtuvo el doctorado en Teología en Toledo en 1896.
Su hermana se hizo dominica en 1902. Ingresó en la Compañía de Jesús en Granada el 30 de marzo de 1902. En Granada, entre 1904 y 1909, cursó dos años de Humanidades, uno de Filosofía, otro de ministerios y otro de Teología (1904-1909).
Practicó cinco meses de tercera probación en Loyola, donde el 15 de agosto de 1912 emitió el último voto, para pasar a la residencia de Málaga. Estuvo en Cádiz entre 1915 y 1916. Recorrió Andalucía predicando durante 14 años, a imitación de Francisco de Paula Taru.
Entre el 17 y el 27 de mayo de 1918 el obispo san Manuel González García realizó una visita pastoral a Melilla con un grupo de religiosos, entre los que se encontraba Tiburcio Arnaiz.
En 1921, encontrándose por la provincia de Málaga para la bendición de la imagen del Sagrado Corazón de Jesús en un monte de la Sierra de Gibralmora, en Pizarra, por san Manuel González, decidió que sería bueno realizar una labor de evangelización en Gibralgalía. Para esto, en 1922 fueron María Isabel González del Valle (1889-1937) y a otras compañeras. Fundaron una escuela y una iglesia. Este fue el origen de las Misioneras de las Doctrinas Rurales, para predicar el Evangelio en los lugares rurales más abandonados.

## Posteridad

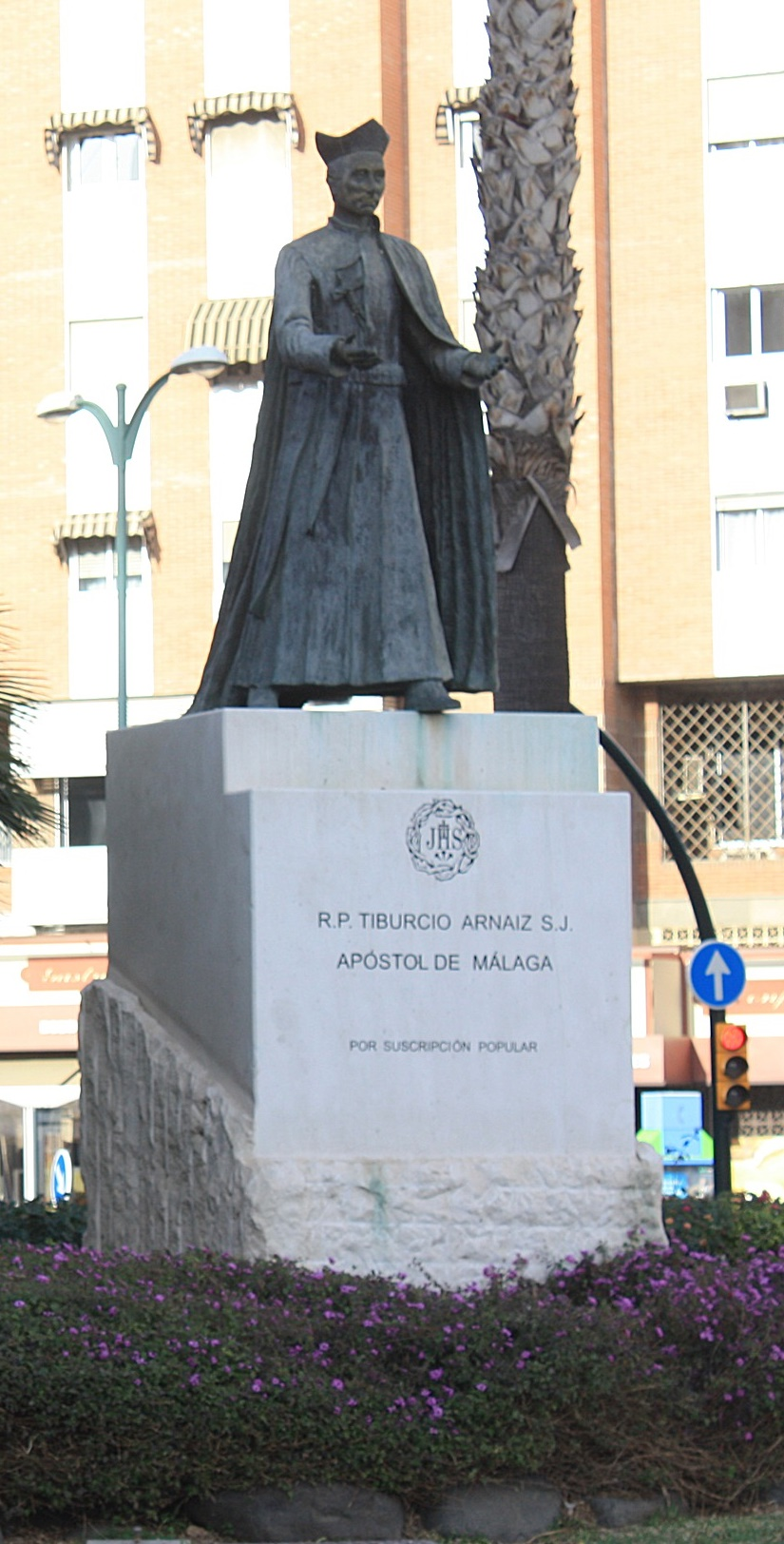
Estatua de Tiburcio Arnaiz en Málaga.

Su tumba se encuentra en la Iglesia del Sagrado Corazón de Málaga. A ella acuden cada año miles de personas para venerarlo y pedir su intercesión, de manera especial los días 18 de cada mes, en memoria de la fecha de su muerte.
El Ayuntamiento de Málaga inauguró en el año 2005 una estatua pedida por suscripción popular que se ubica en el céntrico cruce entre calle Hilera y Armengual de la Mota.
Se han publicado varias biografías del padre Arnaiz, entre ellas la del jesuita Vicente Luque (2009) y la de Alberto José González Chaves (2018).

## Beatificación
El proceso para su canonización comenzó a nivel diocesano el 18 de marzo de 1990, siendo incoada la causa por el obispo de Málaga, Ramón Buxarrais Ventura, y clausurándose esta fase el 23 de diciembre de 1994 por el obispo Antonio Dorado. Posteriormente el proceso pasó a la Santa Sede. El 10 de octubre de 2016 el papa Francisco confirma sus virtudes heroicas declarándolo venerable. Finalmente, el 18 de diciembre de 2017, el papa Francisco aprobó un milagro atribuido a la intercesión de Tiburcio Arnaiz, por lo que fue beatificado el 20 de octubre de 2018 en la Catedral de Málaga, con más de 10.000 asistentes acreditados.